# Thamnacarus deserticola
Thamnacarus deserticola är en kvalsterart som först beskrevs av Grandjean 1934.  Thamnacarus deserticola ingår i släktet Thamnacarus och familjen Lohmanniidae. Inga underarter finns listade i Catalogue of Life.